# Древняя Русь. Вопросы медиевистики
«Древняя Русь. Вопросы медиевистики» — периодическое научное издание Института славяноведения РАН. Посвящено комплексному исследованию Древней Руси. Выходит с сентября 2000 года, периодичность — четыре номера в год. Главный редактор — доктор филологических наук, профессор Е. Л. Конявская. Редакция находится в Москве.
Журнал «Древняя Русь. Вопросы медиевистики» выходит ежеквартально, распространяется по подписке (индекс по каталогу «Роспечати» 80477) в России и СНГ, а также поступает в розничную продажу. Среди подписчиков — библиотеки, научные организации, университеты, музеи и частные лица. Журнал поступает в библиотеки Понтифик университетов Рима и Торонто, Библиотеку Национального Конгресса США и научные учреждения Украины, Белоруссии, Болгарии, Германии, Италии, Канады.

## История
Журнал основан 24 марта 2000 года российскими медиевистами с целью соединить в одном издании материалы исследований Древней Руси учёных разных профилей: историков и источниковедов, фольклористов и историков литературы, лингвистов, искусствоведов, археологов и представителей других специальностей для комплексного изучения проблем «на стыке» дисциплин. Издание выпускается на средства медиевистов. Редакционная коллегия работает на безвозмездной основе.
С 2001 года редколлегия журнала каждые два года совместно с другими научными центрами (Институтом Славяноведения РАН, Институтом Российской истории РАН, Государственной Третьяковской галереей, Институтом Русского языка РАН) при поддержке Российского гуманитарного научного фонда и Отделения историко-филологических наук РАН проводит международную научную конференцию «Комплексный подход в изучении Древней Руси».
В 2005 году появилась электронная версия журнала, что стимулировало к созданию электронных версий близкие по профилю издания. На сайте журнала в свободном доступе представлены материалы с начала его выхода.
Первоначально в журнале действовала практика обсуждения опубликованных материалов на «круглых столах», которые проходили, как правило, ежеквартально. Однако с 2006 года возникла потребность проводить их чаще. На обсуждение теперь выносятся не только опубликованные работы, но и готовящиеся к публикации. Для участия в «круглых столах», проводимых теперь ежемесячно, приглашаются специалисты, заинтересованные в рассматриваемых проблемах. С 2012 года проводятся также «круглые столы» для молодых учёных. Информация о прошедших «круглых столах» публикуется на сайте.
С 2009 года материалы журнала (архив с 2005 года) передаются в «Научную электронную библиотеку elibrary.ru». В 2010 году на сайте размещён каталог научных Интернет-ресурсов, посвящённых Древней Руси. Издание включено в перечень ведущих рецензируемых научных журналов, в которых по решению Высшей аттестационной комиссии Министерства образования и науки РФ должны быть опубликованы основные научные результаты диссертаций на соискание учёных степеней доктора и кандидата наук, и в список научных журналов, признаваемых Общецерковной аспирантурой и докторантурой им. святых равноапостольных Кирилла и Мефодия ведущими периодическими изданиями, в которых должны публиковаться результаты исследований соискателей церковных учёных степеней кандидата и доктора богословия.

## Редакционная коллегия
В состав редколлегии входят: М. Гардзанити (Италия), член-корр. РАН А. А. Гиппиус, д.и.н. А. А. Горский, д.фил.н. В. П. Гребенюк, д.фил.н. И. Г. Добродомов, д.фил.н. А. М. Камчатнов, д.фил.н. В. М. Кириллин, к.фил.н. С. В. Конявская, д.и.н. Н. Ф. Котляр (Украина), к.иск. И. А. Кочетков, д.и.н. О. Ф. Кудрявцев, д.фил.н. Ю. А. Лабынцев, д.и.н. П. В. Лукин, д.фил.н. К. А. Максимович, д.филос.н. В. В. Мильков, д.и.н. А. В. Назаренко, к.и.н. А. Е. Петров, д.фил.н. М. Л. Ремнёва, д.и.н. П. С. Стефанович, к.и.н. А. А. Турилов, к.филос.н. игумен Тихон (Полянский), член-корр. РАН Б. Н. Флоря, к.фил.н. М. С. Фомина (Канада), д.и.н. С. З. Чернов, к.и.н. С. М. Шамин, Л. Штайндорф (Германия), д.фил.н. Е. М. Юхименко.

## Отзывы
В апреле 2014 года директор Наукометрического центра НИУ ВШЭ Иван Стерлигов во время XV Апрельской международной научной конференции «Модернизация науки и общества» сообщил, что в ходе исследования, проведённого учёными из НИУ ВШЭ путём экспертного опроса 56 историков (выбранных 11 историкам «высшего уровня») и последующего анализа 887 анкет по 66 историческим журналам было выяснено, что журнал «Древняя Русь. Вопросы медиевистики» получил высокую оценку.